# Ludwik Dydyński

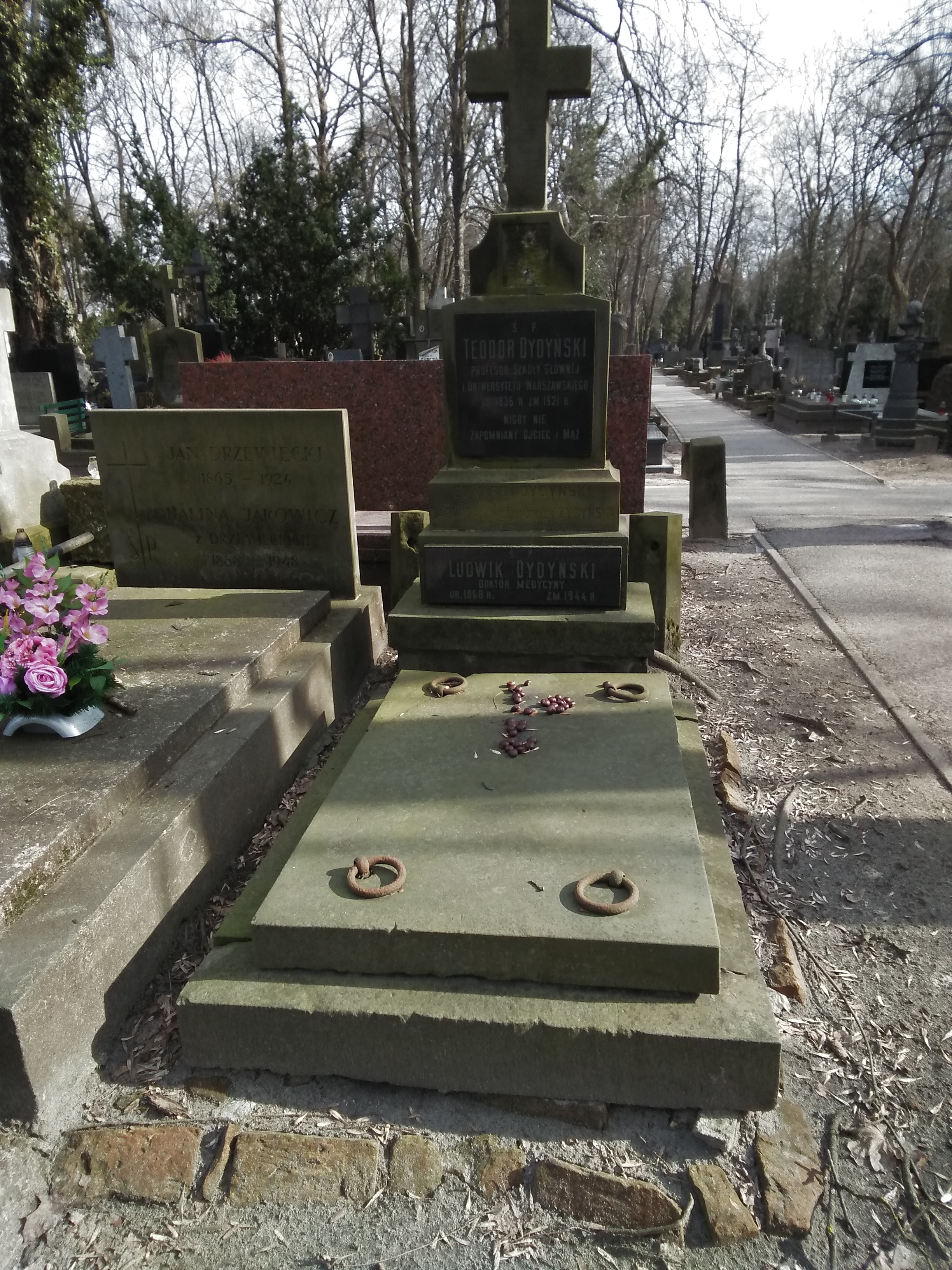
Grób Ludwika Dydyńskiego na cmentarzu Powązkowskim

Ludwik Klemens Dydyński (ur. 17 listopada 1868 w Warszawie, zm. 17 września 1944 tamże) – polski lekarz, neurolog i balneolog. Autor kilkudziesięciu prac na temat neurologii, balneologii i historii medycyny.

## Życiorys
Był synem Teodora Dydyńskiego (1836–1921) i Jadwigi z Wolańskich. Ojciec był profesorem prawa rzymskiego w Szkole Głównej a potem na Uniwersytecie Warszawskim. Matka była córką obywatela ziemskiego z Kujaw. Najstarszy z rodzeństwa; jego bracia Paweł i Konrad byli urzędnikami, brat Edward przewlekle chorował, siostra Zofia zmarła przy porodzie. 
Uczył się w gimnazjum w Warszawie, potem studiował w rodzinnym mieście medycynę. Dyplom ukończenia studiów otrzymał 29 listopada 1894. Podczas studiów pracował w zakładzie histologii u Henryka Hoyera, po studiach prowadził tam badania naukowe. 18 stycznia 1895 został nadetatowym ordynatorem Kliniki Chorób Umysłowych i Nerwowych w Szpitalu im. Jana Bożego. Rok później został ordynatorem etatowym. 1 października 1899 opuścił Klinikę zniechęcony brakiem możliwości rozwijania kariery naukowej. 11 października 1900, razem z Gościckim, otworzył Dom Zdrowia dla Chorych Nerwowych pod adresem ul. Bagatela 6. 
Po kilku latach rozpoczął budowę sanatorium przy Nowowiejskiej 28. Po otwarciu działało jako „Sanatorjum i Zakład wodoleczniczy D-ra L. Dydyńskiego”.
Od 1917 pracował w Dyrektoriacie Służby Zdrowia w Ministerstwie Spraw Wewnętrznych, w referacie Zakładów Leczniczych. 1 marca 1919 otrzymał awans na starszego referenta i kierownika Wydziału Zdrojowisk w Ministerstwie Zdrowia Publicznego. Współorganizator i późniejszy prezes (do 1928) spółki akcyjnej Towarzystwa „Zdroje Polskie”. Radny miasta Warszawy z ramienia Stowarzyszenia Lekarzy Polskich. W latach 1932–1934 Członek Rady Izby Lekarskiej Warszawsko–Białostockiej. Działacz Warszawskiego Towarzystwa Dobroczynności, prezes WTD w latach 1928–1935. 
Był redaktorem i wydawcą czasopisma „Neurologia Polska”, redaktorem czasopisma „Medycyna”, wydawanego w latach 1930–1939.
W 1937, w wieku 70 lat, doznał udaru mózgu. Zrezygnował wtedy z kierowania lecznicą przy Nowowiejskiej i sprzedał ją starostwu. Zajął się wówczas historią medycyny; opracował Historię Warszawskiego Towarzystwa Dobroczynności i Zarys stuletnich dziejów Towarzystwa Lekarskiego Warszawskiego (1820–1920), drukowany w częściach w „Medycynie” w roku 1938.
Z pierwszego małżeństwa z Wacławą Frąckiewicz urodziły się córki Anna, po mężu Paszkowska i Krystyna, po mężu Henneberg. Z drugiego małżeństwa z Idą Kuczyńską urodziła się Maria. 
W czasie okupacji utrzymywał się z opłat czynszowych domu przy Alei Niepodległości i opiekował się wnukami córki Anny, aresztowanej z mężem przez Gestapo. Podczas ewakuacji z Alei Niepodległości pozostał w mieszkaniu; przekazany do punktu PCK, a potem do Szpitala Dzieciątka Jezus, tam zmarł. Pochowany w zbiorowej mogile, po wojnie ekshumowany i pochowany w grobie rodzinnym na cmentarzu Powązkowskim (kwatera Y-2-17).

## Ordery i odznaczenia
- Złoty Krzyż Zasługi (9 listopada 1931)[2]

## Wybrane prace
- „Badania graficzne skurczów mięśniowych w stanach normalnych i patologicznych oraz o odczynie zwyrodnienia na podstawie badań myograficznych”. W: Prace I-go Zjazdu neurologów, psychiatrów i psychologów polskich. Warszawa, 1910 s. 323–330.
- Co dla dobra i przyszłości naszych uzdrowisk uczynić należy. Now Społ Lek 12, 8, s. 132–134 (1938).
- Lekarze a znachorzy. Medycyna 12, 8, s. 290–293 (1938).
- Nerw sympatyczny. W: Podręcznik histologii ciała ludzkiego. Warszawa 1901.